# Йосиф Марулев
Йосиф Н. Марулев е български адвокат, политик и общественик.

## Биография
Роден е през 1892 г. в Стара Загора. Завършва Старозагорската мъжка гимназия, а след това следва право в Швейцария и в Софийския университет. От 1919 г. е адвокат в Стара Загора. Той е един от създателите и ръководителите на Популярната банка в града. Чрез нея съдейства за електрификацията на Стара Загора. Член е на Демократическата партия и ръководи местната ѝ организация. Представител е на Българското археологическо дружество в София във фонда „Българска история и археология“ и е член на Археологическото дружество „Августа Траяна“. В периода 1923 – 1934 г. е народен представител от Демократическата партия. След Деветосептемврийския преврат е преследван и репресиран. Умира през 1953 г. в Стара Загора.